# Stefan Walgraeve
Stefan Walgraeve (Lokeren, 9 februari 1977) is een Belgisch politicus voor Open Vld.

## Biografie
Hij groeide op in Lokeren waar hij school liep op het Sint-Lodewijkscollege. Walgraeve studeerde rechten aan de Universiteit Antwerpen, alwaar hij in 2000 afstudeerde als licentiaat in de rechten. Na zijn studies ging hij aan de slag als advocaat, bij het kantoor Truyens Advocaten in Sint-Niklaas, waar hij op dit moment vennoot en managing partner is. Hij is gehuwd en heeft twee kinderen. 
In 1995 werd Walgraeve actief binnen VU&ID, waar hij nationaal bestuurslid werd van iD21. Bij de splitsing van de Volksunie koos hij voor spirit. Van 2003 tot 2007 was hij kabinetschef bij de federale minister van mobiliteit en de federale staatssecretaris voor sociale economie en duurzame ontwikkeling. Nadien werd hij verantwoordelijke van de studiedienst en partijwerking, tot hij in 2009 de partij verliet voor Open Vld. 
Van 2006 tot 2018 was hij lid van de OCMW-raad van Lokeren. 
Bij de lokale verkiezingen van 2018 werd hij verkozen in de Lokerse gemeenteraad. Hij deed er zijn intrede op 1 januari 2019 en legde de eed af als schepen van de stad.